# Fiat Tychy

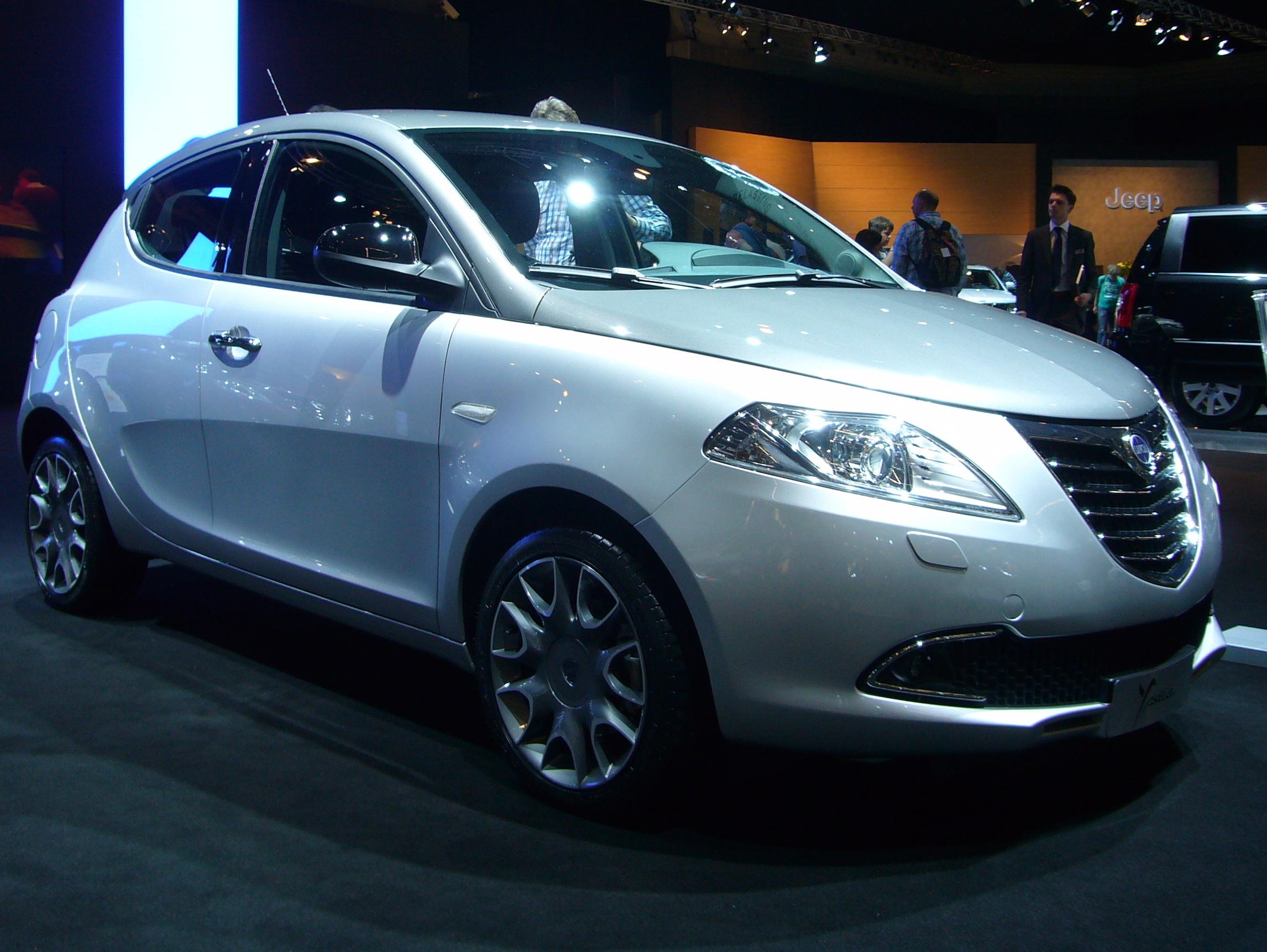
Lancia Ypsilon.

Fiat Tychy es una de las fábricas de automóviles propiedad de Fiat Group Automobiles en la Unión Europea. Está situada Tychy, en el Voivodato de Silesia, Polonia. Se puso en producción en 1975 con la fabricación del Fiat 126p.

## Descripción
Su área es de aproximadamente 4.300.000 metros cuadrados, donde trabajan cerca de 4.300 empleados directos. La planta de Tychy es reconocida desde hace años por sus altos índices de calidad. Es la segunda mayor planta de Fiat en el mundo, solo por detrás de Fiat Betim, siendo además la más grande y productiva del grupo en Europa. Se encuentra próxima a otras plantas del Grupo Fiat como la fundición de Teksid Iron Poland S.p.z.o.o. en Skoczów o la fábrica de motores de Fiat Powertrain en Fiat Bielsko Biala.
El 4 de julio de 2011 la planta produjo la unidad dos millones del Fiat Panda presentado en 2003. Ese mismo año la producción de la tercera generación del Fiat Panda se trasladaría a la planta italiana de Fiat Pomigliano d'Arco.
El 11 de octubre de 2012 la planta produjo un Fiat 500C de color rojo que se convirtió en el automóvil 10.000.000 fabricado por Fiat en Polonia.
El 19 de abril de 2013 la planta fabricó la unidad un millón del Fiat 500 presentado en 2007.
En 2013 ganó, entre todas las fábrica de automóviles de Europa, el prestigioso premio Automotive Lean Production Award.

## Historia

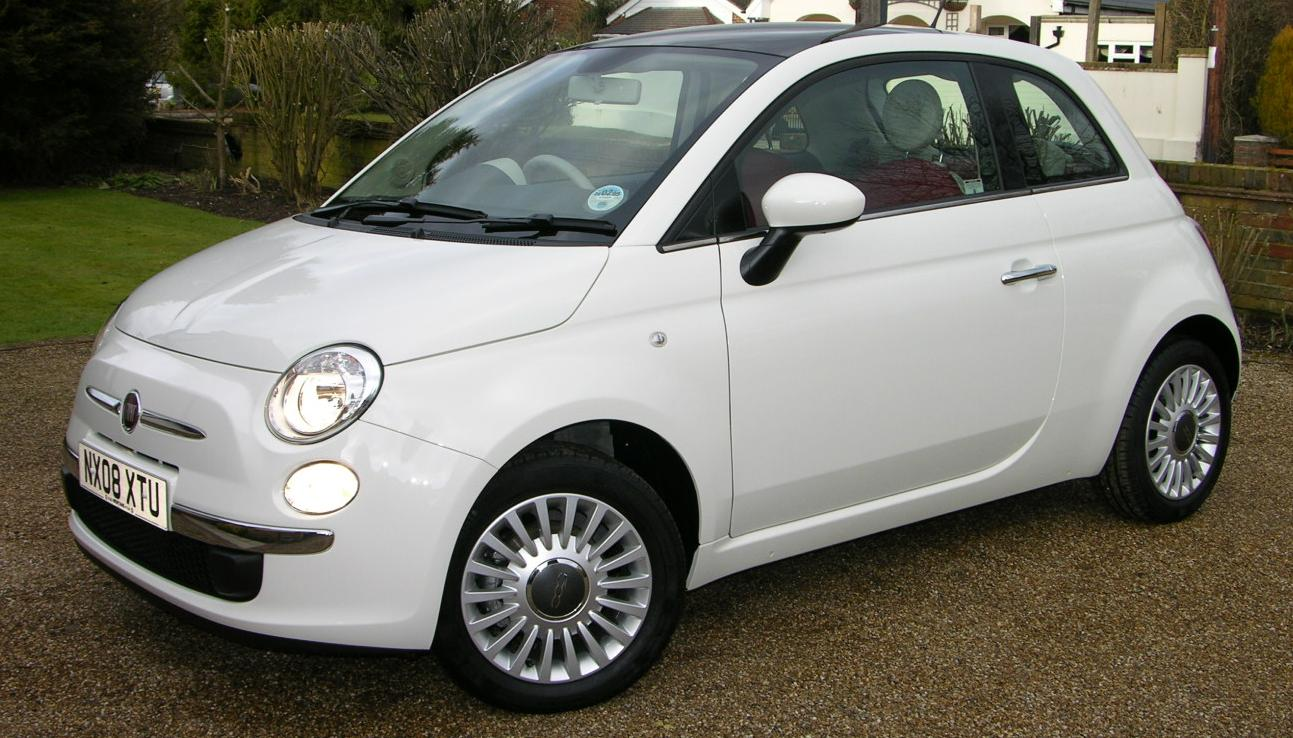
Fiat 500.

### Los orígenes
Primero, las líneas de la planta FSM se dedicaron a dar suministros para el consosrcio Polski Fiat, pero luego ante la reducida capacidad de producción de la factoría FSO se decide, por parte del gopbierno comunista polaco, el adicionarle la capacidad de fabricar vehículos íntegramente desde sus facilidades.
Posteriormente, parte de las nuevas instalaciones se dedicaron a la coproducción del Fiat 125p, un coche basado en el diseño del Fiat 125, pero con la mecánica del Fiat 124, y del Polski Fiat 126p en 1976. Éste vehículo fue el que dio inicio a la producción integral desde dicha planta, junto con las líneas de la factoría FSO.

### Segundo periodo
La producción de Fiat Tychy fue posteriormente asumida en directo mediante una asociación con el nuevo gobierno de Polonia, que ha cedido dichas facilidades al consorcio italiano Fiat. Después de su actualización, la planta ha pasado de producir unas 197.018 unidades en 2001, a 492.885 unidades en 2008 (Fiat - 467.934, Abarth 500 - 5.905, Ford Ka II - 19.046), hasta 605.797 unidades producidas en 2009 (Fiat - 485.073, Abarth 500 - 7.884, Ford Ka II - 112.840), el récord histórico de la marca en Polonia.

### Expansión
Luego, la planta es reacondicionada por la Fiat, para elevar su capacidad de producción hasta el medio millón de unidades, montando en sus líneas modelos tales como el Fiat Punto, y uno que compartía mecánica con el Fiat 500, Fiat Panda y Lancia Ypsilon, pero de otro fabricante, de Ford, el Ford Ka.

### Privatización
Debido a la crisis económica en diciembre de 2012 se anunció que la fábrica reduciría su plantilla al ser despedidos 1.500 de los 5.800 empleados, una cuarta parte de los mismos.

## Producción
En la planta de Tychy se fabrican actualmente los siguientes vehículos, todos pertenecientes a la plataforma Mini de Fiat y del Segmento B-SUV de la plataforma Stellantis.
- Fiat 600 (2023)
- Fiat Panda (2012)
- Fiat 500[2]
- Abarth 500 (2008)
- Lancia Ypsilon (2011)
- Ford Ka II[2] (Hasta mayo de 2016)
- Jeep Avenger (2023)

Anteriormente se habían producido los Fiat 126, Fiat Uno/Innocenti, Fiat Siena, Fiat Palio Weekend, Fiat Cinquecento, Fiat Seicento, Fiat Panda, Fiat Punto, Fiat Bravo / Brava, Fiat Marea y Fiat Ducado.

## Véase también

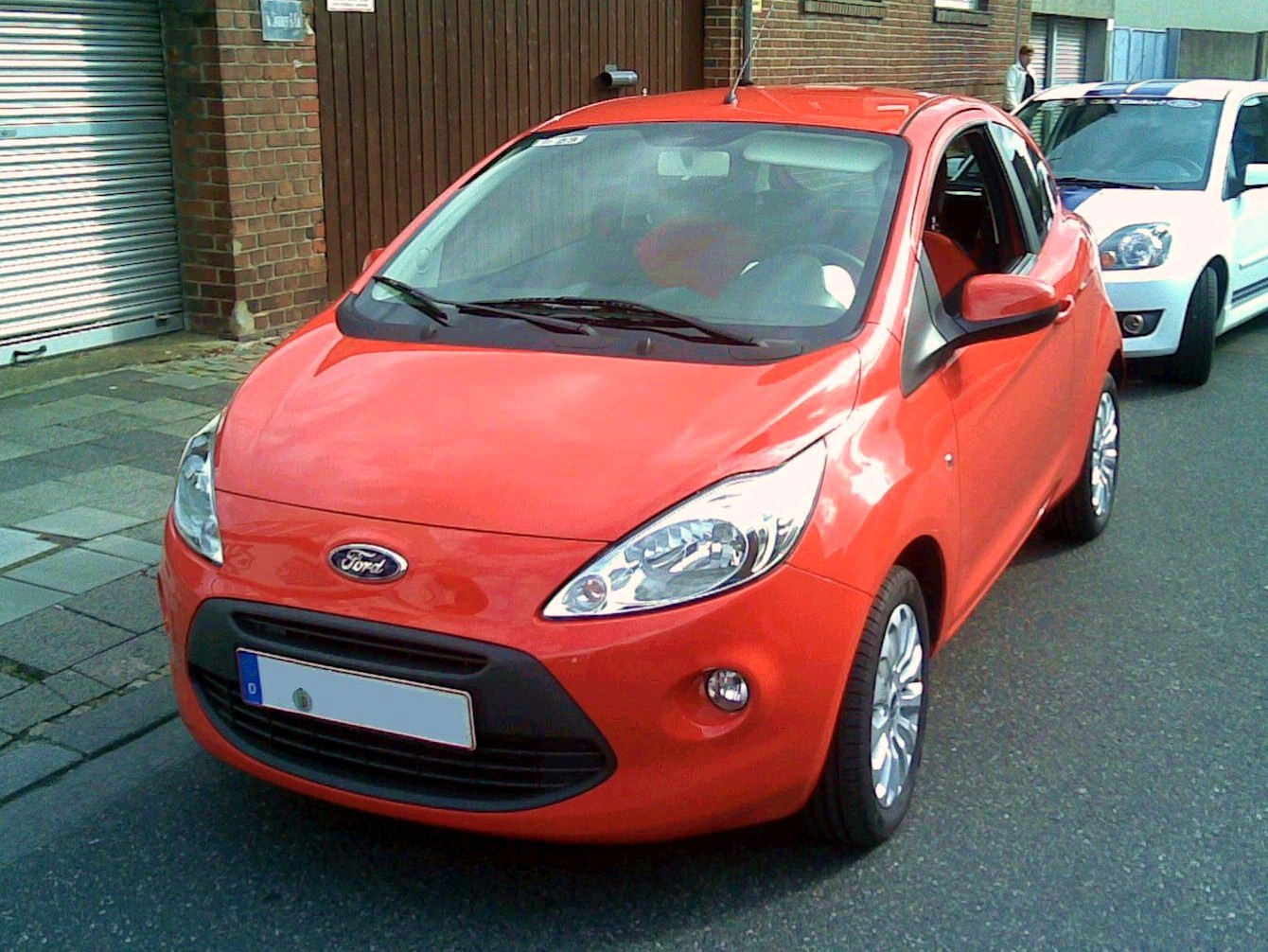
Ford Ka II.